# Rukli
Rukli (biał. Руклі; ros. Рукли, Rukli) – wieś na Białorusi, w obwodzie witebskim, w rejonie orszańskim, w sielsowiecie Smolany, nad rzeką Adrou i przy drodze republikańskiej R15.